# الاجرداالاعلى (السوادية)

تعديل مصدري - تعديل

الاجردا الاعلى هي إحدى قرى عزلة ال حسن بمديرية السوادية التابعة لمحافظة البيضاء، بلغ تعداد سكانها 189 نسمة حسب تعداد اليمن لعام 2004.